# Тачено
Тачѐно (на италиански: Taceno, на западноломбардски: Taséen, Тасеен) е село и община в Северна Италия, провинция Леко, регион Ломбардия. Разположено е на 507 m надморска височина. Населението на общината е 554 души (към 2014 г.).